# José María de Reart y Copons
José María de Reart y Copons (ur. 1784, zm. 1857) – hiszpański oficer wojskowy, pułkownik piechoty Gwardii Walońskiej, muzyk i pedagog. Walczył w tzw. wojnie o niepodległość Hiszpanii, tj. w walkach przeciwko wojskom Napoleona w czasie wojen napoleońskich. W hiszpańskim Ministerstwie Obrony zachowała się jego teczka służbowa. W czasie wojny stracił nogę, w wyniku czego opuścił służbę wojskową i poświęcił się literaturze i muzyce. Był m.in. członkiem Iberia Musical (wraz z Santiago Masarnau), uczył także śpiewu. Niektóre źródła uznają go za najwybitniejszego nauczyciela śpiewu swojej epoki, nie pozostawił jednak po sobie żadnego dzieła teoretycznego na ten temat. Uczył m.in. Antonio Cordero, a także sławną w XIX wieku śpiewaczkę Baldomerę Diaz de la Cruz.
Większość współczesnych historyków uznaje go za prawdopodobnego autora pieśni Himno de Riego, w latach 1931–1939 hymnu państwowego Republiki Hiszpańskiej. Pieśń ułożona do melodii popularnego w owym czasie kontredansa, ma znaczenie historyczne, uznawana jest także za jeden ze sztandarowych przykładów (obok Himno de la libertad) nowego gatunku muzyki jednocześnie popularnej i patriotycznej, jaki zyskała popularność na Półwyspie Iberyjskim w okresie walk z Francuzami.
Zmarł 6 kwietnia 1857, w wieku 71 lat.